# Kölarna naturreservat
Kölarna naturreservat är ett naturreservat i Torsby kommun i Värmlands län.
Området är naturskyddat sedan 2024 och är 2 558 hektar stort. Reservatet ligger öster om Likenäs och består av ett våtmarkslandskap med många småsjöar och vattendrag och med marker där det finns gamla, fuktiga granskogar.